# Alt-Hoeselt
Alt-Hoeselt is een kerkdorp in de Belgische gemeente Bilzen-Hoeselt. In 2008 telde Alt-Hoeselt 784 inwoners. Alt-Hoeselt is een zelfstandige parochie binnen het bisdom Hasselt.

## Geschiedenis
De oudste schriftelijke vermelding van Alt-Hoeselt gaat terug tot het jaar 965. Sommige heemkundigen zijn van mening dat Alt-Hoeselt ouder is dan het dorp Hoeselt, hoewel het er in bestuurlijke zin steeds deel van heeft uitgemaakt. In kerkelijke zin is Alt-Hoeselt al eeuwenlang een zelfstandige parochie geweest, hoewel het patronaatsrecht bij de Sint-Stephanusparochie van Hoeselt berustte. Het tiendrecht was in handen van het Onze-Lieve-Vrouwekapittel te Hoei.

## Bezienswaardigheden
- De Alt-Hoeseltsemolen, een watermolen op de Demer
- De Sint-Lambertuskerk, een neoromaanse kerk uit 1863
- Hof Ter Poorten, een vierkantshoeve uit 1626

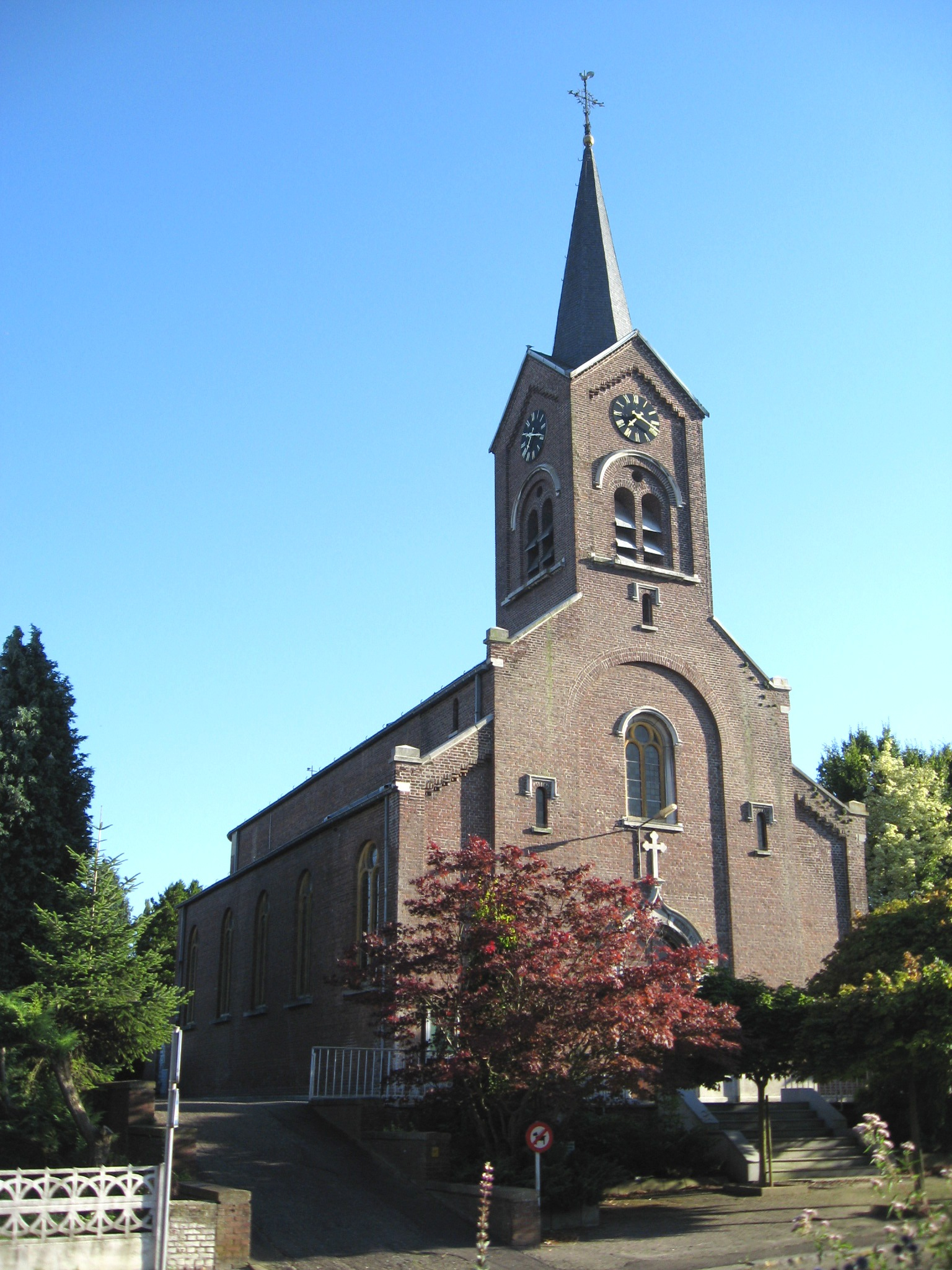
Sint-Lambertuskerk

## Natuur en landschap
Alt-Hoeselt is gelegen in vochtig-Haspengouw. Naar het oosten wordt het begrensd door de vallei van de Demer, in het noorden door de vallei van de Gerlabeek en in het zuiden door de bijloop 's-Herenelderenbeek, waar zich het natuurgebied Wijngaardbos bevindt.
Het plateau, met een hoogte tot 100 meter, wordt benut voor landbouw en fruitteelt.

## Nabijgelegen kernen
Hoeselt, Werm, Vrijhern, Rijkhoven